# Tlenek osmu(VIII)
Tlenek osmu(VIII), OsO
4 – nieorganiczny związek chemiczny z grupy tlenków, w którym osm występuje na VIII stopniu utlenienia. Jest półproduktem w otrzymywaniu osmu z rud, a w chemii organicznej stosowany jest jako utleniacz w dihydroksylacji olefin.

## Otrzymywanie
Otrzymać go można kilkoma metodami:
- utlenianie wodnych roztworów związków osmu, np. osmianu sodu, Na
2OsO
4, za pomocą stężonego kwasu azotowego, a następnie wydzielenie lotnego OsO
4 przez destylację (metoda przemysłowa)[3];
- utlenianie chlorku osmu(IV), OsCl
4, za pomocą roztworu podchlorynu sodu[3];
- ogrzewanie rozdrobnionego osmu metalicznego w tlenie w temperaturze 300–400 °C[3]. Metoda ta jest najbardziej użyteczna w warunkach laboratoryjnych. Powstający gazowy OsO
4 ulega kondensacji w schłodzonej części aparatury, tworząc białe, błyszczące kryształy[1].

## Właściwości
Tlenek osmu(VIII) jest białym lub żółtawym krystalicznym ciałem stałym o niskiej temperaturze topnienia (40,6 °C) i wrzenia (129,7 °C). Rozpuszcza się w wodzie (bez rozkładu) i w większości rozpuszczalników organicznych. Można przeprowadzać go w stan gazowy w warunkach destylacji z parą wodną. Jest silnie trujący w każdej formie po dostaniu się do organizmu. Ma nieprzyjemny zapach przypominający chlor. Jest odporny na działanie światła i może być przechowywany bez ograniczeń w naczyniach z bezbarwnego szkła. Jest też stabilny termicznie, dopiero w temperaturze powyżej 800 °C ulega rozkładowi do OsO
3; natomiast ogrzewany z metalicznym osmem daje OsO
2.
Ulega redukcji wodorem, na zimno do OsO
2, na gorąco do wolnego osmu.
Reaguje ze stężonym kwasem solnym z wydzieleniem chloru. Z wodorotlenkami potasowców daje sole o wzorze Me
2OsO
4(OH)
2 oraz – w przypadku RbOH i CsOH – MeOsO
4(OH) i in. Reaguje też z fluorkami, tworząc jony [OsO
4F
2]2−
, a z amoniakiem wobec alkaliów daje anion [N≡OsO
3]−
. Z licznymi związkami organicznymi tworzy rozmaite związki kompleksowe.

## Zastosowanie

### Otrzymywanie osmu
Tlenek osmu(VIII) jest półproduktem w otrzymywaniu osmu z minerałów zawierających inne platynowce, zwłaszcza do oddzielania soli osmu od związków rutenu. Wykorzystuje się tu fakt, że w wyniku utleniania kwasem azotowym roztworów OsVI
 powstaje lotny OsO
4, podczas gdy jony Ru^{VI} dają kompleksy z kwasem azotowym. Po oddestylowaniu OsO
4 rozpuszcza się go w wodnym roztworze NaOH z dodatkiem etanolu i dodaje chlorek amonu. Prowadzi to wytrącenia się kompleksu OsO
2(NH
3)
4Cl
2, który redukuje się wodorem do metalicznego osmu.

### Dihydroksylacja
W chemii organicznej stosowany jest do dihydroksylacji wiązania podwójnego C=C z wytworzeniem dioli wicynalnych, C(OH)−C(OH):
Pierwszym etapem reakcji jest cykloaddycja [3+2] prowadząca do cyklicznego diestru osmianowego(VI), który ulega następnie hydrolizie, np. za pomocą roztworu Na
2SO
3 do diolu. Zamiast OsO
4 w reakcji tej można stosować nadmanganian potasu, KMnO
4, który jest tańszy i bezpieczniejszy, jednak wydajności produktów są niższe. Mechanizm procesu jest analogiczny.
Reakcję tę prowadzi się zwykle wobec dodatkowych utleniaczy, np. K
3Fe(CN)
6, dzięki czemu drogi i trujący OsO
4 jest regenerowany w mieszaninie reakcyjnej i można używać go w ilościach katalitycznych. W obecności chiralnych ligandów reakcja ta przebiega stereoselektywnie, umożliwiając otrzymywanie dioli chiralnych o określonej konfiguracji. Reakcja ta znana jest jako asymetryczna dihydroksylacja Sharplessa:
Jeżeli dihydroksylację prowadzi się w obecności nadjodanu sodu, pełni on rolę utleniacza odtwarzającego OsO
4, a jednocześnie powoduje rozerwanie wiązania C(OH)−C(OH). W efekcie olefina przekształcana jest w dwie cząsteczki aldehydów (utlenianie Lemieux-Johnsona):
Reakcję tę wykorzystuje się do usuwania allilowych grup ochronnych alkoholi (RO−CH
2−CH=CH
2 → ROH) i amin (RNH−CH
2−CH=CH
2 → RNH
2). Mechanizm reakcji jest następujący:

### Mikroskopia
Tlenek osmu(VIII) jest też stosowany w mikroskopii do utrwalania i barwienia preparatów biologicznych.